# Homonormatividad
Homonormatividad o cishomonormatividad es un término que hace referencia a la asimilación de los ideales y construcciones heteronormativos en la cultura e identidad individual LGBTQ. El término fue popularizado por la teórica Lisa Duggan en el año 2003, y tiene sus orígenes en el concepto de heteronormatividad, acuñado por el teórico queer Michael Warner.

## Historia del término
El término alcanzó popularidad a partir de la obra de Lisa Duggan en particular de su libro de 2003 The Twilight of Equality?. No obstante, la teórica trans Susan Stryker ha señalado que era ya utilizado por activistas transgénero desde los años 90. En su obra, Duggan afirma que la homonormatividad fragmenta las comunidades LGBTQ en jerarquías de valor. Las personas LGBTQ que más se acercan a mimetizar los estándares heteronormativos de identidad de género son los que se consideran más adecuados para recibir derechos. Los individuos LGBTQ en la base de la jerarquía (transexuales, travestis, intersex, bisexuales, otras personas con géneros fluidos) son consideradas como un impedimento por esta clase elitista de individuos homonormativos consiguiendo sus derechos. Penny Griffin ha afirmado que la homonormatividad mantiene el neoliberalismo, evitando criticar la monogamia, las políticas de procreación y los roles de género binarios del heterosexismo y racismo. La homonormatividad tiende así a alinear el sexo biológico, la identidad de género y el rol de género, excluyendo a las realidades que no se ajusten a esta continuidad. En ocasiones, se ha utilizado el término "cishomonormatividad", para remarcar cómo estas dinámicas se reflejan también en las comunidades trans con respecto a las normas de las personas cisgénero.

## Discriminación
Los críticos de las actitudes cishomonormativas afirman que oprimen, estigmatizan y marginalizan formas que son percibidas como una desviación de la sexualidad y el género y hacen la autoexpresión más difícil cuando esta no sigue la norma. Esto incluye bisexualidad, intersexualidad, transgénero, asexualidad, y otras formas como las minorías racializadas. La cultura cishomonormativa dentro del ambiente homosexual mainstream “privilegia la homosexualidad como normal y natural” y crea un clima en el que otras orientaciones sexuales, identidades de género y sexualidades son discriminadas en las organizaciones LGBTQ, bares, publicaciones, políticas, etc.
El concepto "cishomonormatividad"  encierra una contradicción: La "normatividad" alude a una regulación de la conducta; mientras que la praxis LGTB se sustenta en una no aceptación de regulación de conducta impuesta por un "deber ser" de inspiración heterosexual. En la base de esta paradoja subyace el dilema, no abordado por evitación o negación, de si la pulsión sexual puede ser regulada por normas o se la debe dejar fluir sin restricción alguna. La aplicación de la cishomonormatividad LGTB es no aceptar restricción al impulso homosexual y aplicar restricción a las varias modalidades en que se expresa el impulso sexual no hétero.

### Contra otras orientaciones sexuales que heterosexualidad y homosexualidad
Según la antropóloga cultural Gayle Rubin, la heternormatividad en la sociedad mainstream crea una “jerarquía sexual” que gradúa las prácticas moralmente de “buen sexo” a “mal sexo”. Esta jerarquía sitúa el sexo reproductivo monógamo entre heterosexuales en una relación estable como “bueno” y coloca a cualquier acto sexual e individuo que no se adapta a este estándar más abajo hasta el nivel llamado “mal sexo”. En el mismo modo, la cishomonormatividad en la cultura homosexual mainstream crea una jerarquía que gradúa las identidades y prácticas moralmente como “buenas” y “malas”. Esta jerarquía sitúa a los homosexuales cisgénero, particularmente los hombres cisgénero homosexuales, en la cima. Todas las demás orientaciones sexuales, como bisexualidad, pansexualidad, omnisexualidad, polisexualidad y otras sexualidad no monosexualidades son minorizadas, oprimidas, excluidas, marginalizadas o sencillamente se niega su existencia.

### Contra otras identidades de género que hombre y mujer cisgénero
Como hace con la orientación sexual, la cishomonormatividad en la cultura homosexual mainstream crea una “jerarquía” que solo acepta a las identidades cisgénero como “válidas” y ”buenas” y por ello las sitúa en lo alto de la escala. Copiando la heteronormatividad y su heterosexismo, también coloca a las identidades cisgénero masculinas sobre las identidades cisgénero femeninas.
Las personas que no se adaptan al binarismo de género son situadas en la base de esta “jerarquía”. Así, los transgéneros, intersexuales, bigéneros, trigéneros, dos espíritus, pangéneros, genderqueers, genderbenders, andróginos, terceros géneros, géneros fluidos, intergéneros, etc. son minorizados, oprimidos, marginalizados o simplemente se niega su existencia incluso en el ambiente LGBT.

### Contra otros sexos que hombre y mujer
Las personas intersex tienen características biológicas que son ambiguas y por tanto ni de hombre ni de mujer. Si son detectadas, las personas intersex en el presente so casi siempre asignadas a un sexo  poco después de su nacimiento. Habitualmente se utiliza cirugía (a menudo incluyendo modificaciones genitales) para intentar producir un cuerpo no ambiguo de hombre o de mujer, con el consentimiento de los padres, no del individuo. El niño después es educado  como un miembro del sexo asignado, que puede coincidir o no con la identidad de género emergente a lo largo de la vida.
En los contextos cishomonormativos las identidades intersexuales son marginadas y se niega su existencia.

### Contra otras sexualidades, formas de relación y preferencias sexuales
En el contexto cishomonormativo, las personas asexuales y otras personas que no se adaptan a la norma sexual de la cultura LGBT son marginadas y excluidas. Esta exclusión incluye todos los tipos de no-sexualidad y demisexualidad. 
Como la cishomonormatividad copia los estándares sobre relaciones de la heteronormatividad, las personas viviendo en formas alternativas de relación, como poliamor, anarquía relacional, poligamia, etc. son minorizadas, marginadas y excluidas. Incluso siendo la promiscuidad aceptada comúnmente como parte de la norma de los ambientes homosexuales cisgénero masculinos, las formas alternativas de relación no están bienvenidas. Los activistas LGBT habitualmente luchan por el matrimonio entre personas del mismo sexo, olvidando que otras formas de relación son oprimidas por ese sistema.
Fuera de la subcultura leather que existe, entre otras, en las culturas cisgénero homosexuales masculinas, la sexualidad y las preferencias sexuales están tan inmersas en normas en el contexto cishomonormativo como lo están en el contexto heteronormativo. El  BDSM, fetichismo y otras preferencias sexuales se consideran como fuera de la norma o parafilias, y sus practicantes son excluidos, marginados y ridiculizados dentro de los ambientes mainstream.
Como parte de esta normalización de la sexualidad, el trabajo sexual también es marginado y los trabajadores sexuales LGBT son situados en la base de la jerarquía cishomonormativa por no adecuarse a varias normas de la cultura LGBT. Las organizaciones LGBT que trabajan dentro del marco de la cishomonormatividad normalmente olvidan incluir en sus luchas los derechos de los trabajadores sexuales LGBT y se distancian o incluso contribuyen a crear mayor discriminación y marginación a este grupo expuesto.

### Contra grupos racializados, etnizados y otras minorías culturales
Cathy J. Cohen ha enlazado la heteronormatividad a asuntos raciales. En su libro Black Queer Studies, esta catedrática de  ciencias políticas en University of Chicago, afirma que la heteronormatividad no distribuye el privilegio y el poder de forma igualitaria entre los heterosexuales, sino que favorece a los heterosexuales blancos de clase alta y media. Enlaza la sexualidad a otras estructuras más amplias de poder, mezclándose con la raza, el sexo, y la “discriminación de clase”. Utiliza como ejemplos las madres solteras en paro (especialmente las de razas minoritarias) y trabajadores sexuales, que pueden ser heterosexuales pero no son heteronormativos y por eso no son percibidos como “normales, morales o dignos del apoyo del Estado” o legitimidad.
Esta distribución de privilegios y poder tiene su reflejo en las comunidades LGBTQ, donde la mayoría cishomonormativa favorece a homosexuales cisgéneros no racializados, no etnizados, de clase alta y media. Esta jerarquía también excluye de los privilegios a grupos religiosos minoritarios y a otras minorías culturales dentro del contexto social mayoritario.

## Otras lecturas
- Michael Warner, ed. Fear of a Queer Planet. Minneapolis MN: University of Minnesota Press, 1993.
- Chrys Ingraham: The Heterosexual Imaginary: Feminist Sociology and Theories of Gender: Sociological Theory: July 1994
- Jillian Todd Weiss: The Gender Caste System – Identity, Privacy, and Heteronormativity Archivado el 29 de septiembre de 2011 en Wayback Machine.
- Judith Butler, Bodies That Matter
- Michel Foucault, History of Sexuality

- Datos: Q5770369